# Sjevernoamerička crna topola
Sjevernoamerička crna topola (trepetljika, lat. Populus deltoides), vrsta sjevernoameričkog drveta iz roda topola rasprostranjeno po velikim dijelovima SAD–a, Kanade i Meksika.

## Opis
U Sjevernoj Americi poznato je kao „istočno pamučno drvo”, što je uobičajeni naziv koji dolazi po vuni nalik pamuku koja okružuje njegovo sjeme, što olakšava raspršivanje vjetrom i vodom. Može narasti do 100 stopa (30 m) ili više u visinu u svojim izvornim staništima, poglavito uz potoke. Sa svojim stabilizirajućim korijenjem, tolerantan je na poplave potoka i rijeka, te je važno drvo u održavanju strukture i funkcije poplavnih nizina. Iako je njegovo drvo čvrsto poput bijelog hrasta, a opet lagano poput bijelog bora, nedovoljno se koristi jer je osjetljivo na savijanje. Ova brzorastuća vrsta pogodno je drvo za sjenu.
Drvo ima žućkaste grančice, svijetlo do srednje zelene, trokutaste, grubo nazubljene listove i gumaste pupoljke po kojima se lako razlikuje od ostalih vrsta topola. Mace niču u proljeće prije listanja. Tijekom ljeta pojavljuju se sjemene kapsule ženske mačice. Kada se kapsule otvore, sjemenke se pojavljuju sa svilenkasto bijelim dlačicama koje vjetar zatim raspršuje.
Poastoji nekoliko povrsta
- Populus deltoides subsp. deltoides
- Populus deltoides subsp. monilifera (Aiton) Eckenw.
- Populus deltoides subsp. wislizeni (S.Watson) Eckenw.